# Medal „10 lat Astany”

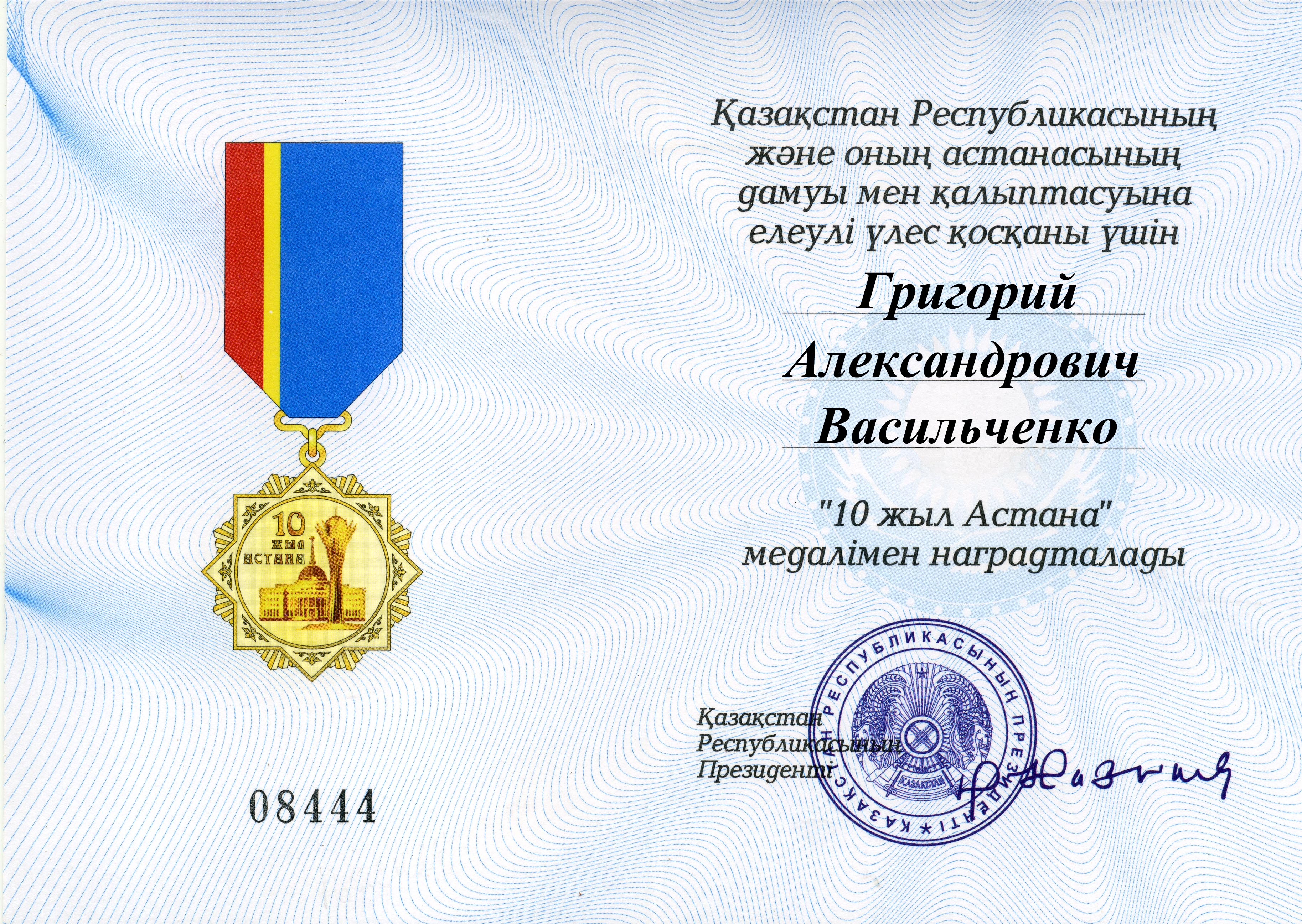
Świadectwo nadania medalu

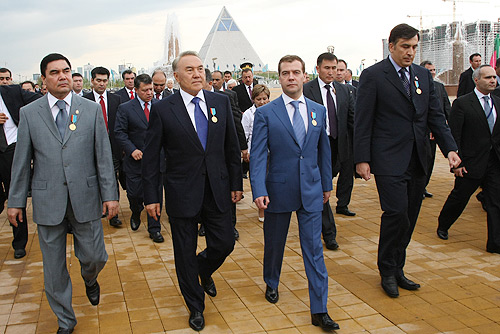
Gurbanguly Berdimuhamedow, Nursułtan Nazarbajew, Dmitrij Miedwiediew i Micheil Saakaszwili odznaczeni Medalami „10 lat Astany”, 2008

Medal „10 lat Astany” (kaz. «10 жыл Астана» медалі) – odznaczenie państwowe Republiki Kazachstanu. Medal został ustanowiony Dekretem Prezydenta Republiki Kazachstanu z dnia 6 maja 2008 nr 408 na cześć 10. rocznicy przeniesienia stolicy Kazachstanu do Astany.

## Statut
Medal „10 lat Astany” nadawany jest obywatelom Republiki Kazachstanu i obcokrajowcom, którzy wnieśli znaczący wkład w rozwój społeczno-gospodarczy Kazachstanu, szczególnie w budowę jego stolicy – Astany.

## Opis
Medal „10 lat Astany” ma kształt ośmiościanu foremnego o przekątnej 40 mm i jest wykonany z mosiądzu.
Na awersie medalu w narożnikach ośmiościanu znajdują się elementy kazachskiej ornamentyki ludowej, a pomiędzy narożnikami ośmiościanu pięć wachlarzy promieni symbolizujących słońce. Na środku awersu znajduje się medalion, wewnątrz którego w lewym górnym rogu umieszczono napis 10 ЖИЛ АСТАНА („10 lat Astany”), poniżej wizerunek rezydencji Prezydenta Kazachstanu w mieście Astana i pomnik „Bäjterek”. Powierzchnia awersu jest błyszcząca.
Rewers medalu jest matowy. Na środku znajduje się okrąg, a w nim napis ҚАЗАҚСТАН РЕСПУБЛІКАСИ 2008 i element kazachskiej ornamentyki ludowej poniżej.
Medal połączony jest z sześciokątną zawieszką za pomocą oczka i pierścienia. Wysokość zawieszki wynosi 50 mm, szerokość 32 mm. Z tyłu znajduje się agrafka umożliwiająca przypięcie odznaczenia do ubrania. Zawieszka pokryta jest wstążką w głównym kolorze niebieskim z flagi Kazachstanu, po prawej stronie znajduje się szerszy czerwony i węższy złoty pasek.
Medal jest wybijany w Mennicy Kazachstanu w Ust-Kamienogorsku.